# ببر بورنئو
 در بخش مالزیایی بورنئو

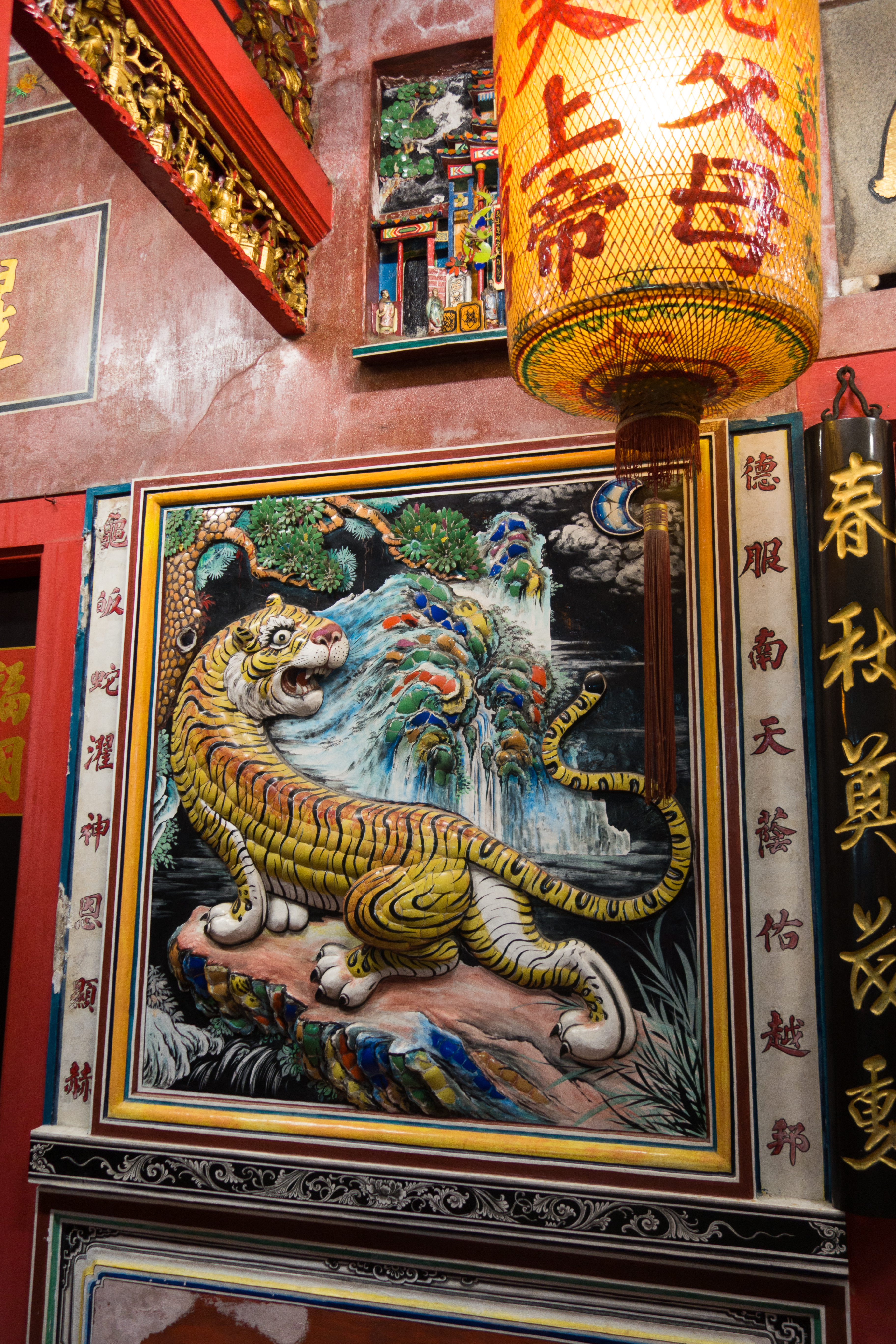
نگاره‌ای در کوچینگ، ساراواک، بورنئو

بورنئو (انگلیسی: Bornean tiger)، احتمالاً یک جمعیت ببر منقرض شده‌است که تصور می‌شود در زمان ماقبل تاریخ در جزیره بورنئو در سوندا زندگی می‌کرده‌است. در حالی که یک ببر زنده بورنئی به‌طور قطعی ثبت نشده‌است، مردم بومی به وجود آن اعتقاد دارند.

## پیشینهٔ باستان‌شناسی و دیدگاه‌های فرهنگی

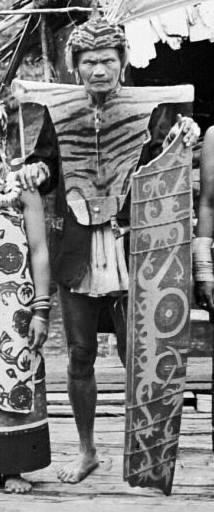
مردی دایاک در کالیمانتان با لباس سنتی. به راه راه ها توجه کنید.

در کاوش‌های باستان‌شناسی در ایالت‌های ساراواک و صباح یک دندان نیش فوقانی، یک استخوان ناوسان (ناویکولار) و یک استخوان کف دستی (متاکارپال) پیدا شد که توصیه شده متعلق به یک ببر شناسایی باشد؛ بنابراین گفته شده‌است که این ببر در اواخر پلیستوسن و اوایل هولوسن در بورنئو وجود داشته‌است. یک قطعه استخوان نیز در جزیرهٔ یپالاوان فیلیپین پیدا شده‌است. باستان‌شناسان بعید دانستند که این قطعه‌ها در طی دورهٔ پلیستوسن بین منطقه‌های مختلفی جابه‌جا شده‌باشد. بومیان بورنئو با برخورد با اعضای آن بدن ببر به عنوان میراث، یاد ببر را در فرهنگ خود زنده نگه می‌دارند؛ بنابراین، گفته شده‌است که ببر بورنئو بیش از دوران ماقبل تاریخ وجود داشته‌است.